# Сальвадор Родриганьес, Амос
Амос Сальвадор Родриганьес (исп. Amos Salvador Rodrigañez; 31 марта 1845, Логроньо — 4 ноября 1922, там же) — испанский инженер и государственный деятель, Министр финансов Испании в 1894 году, 39-й президент банка Испании.

## Биография

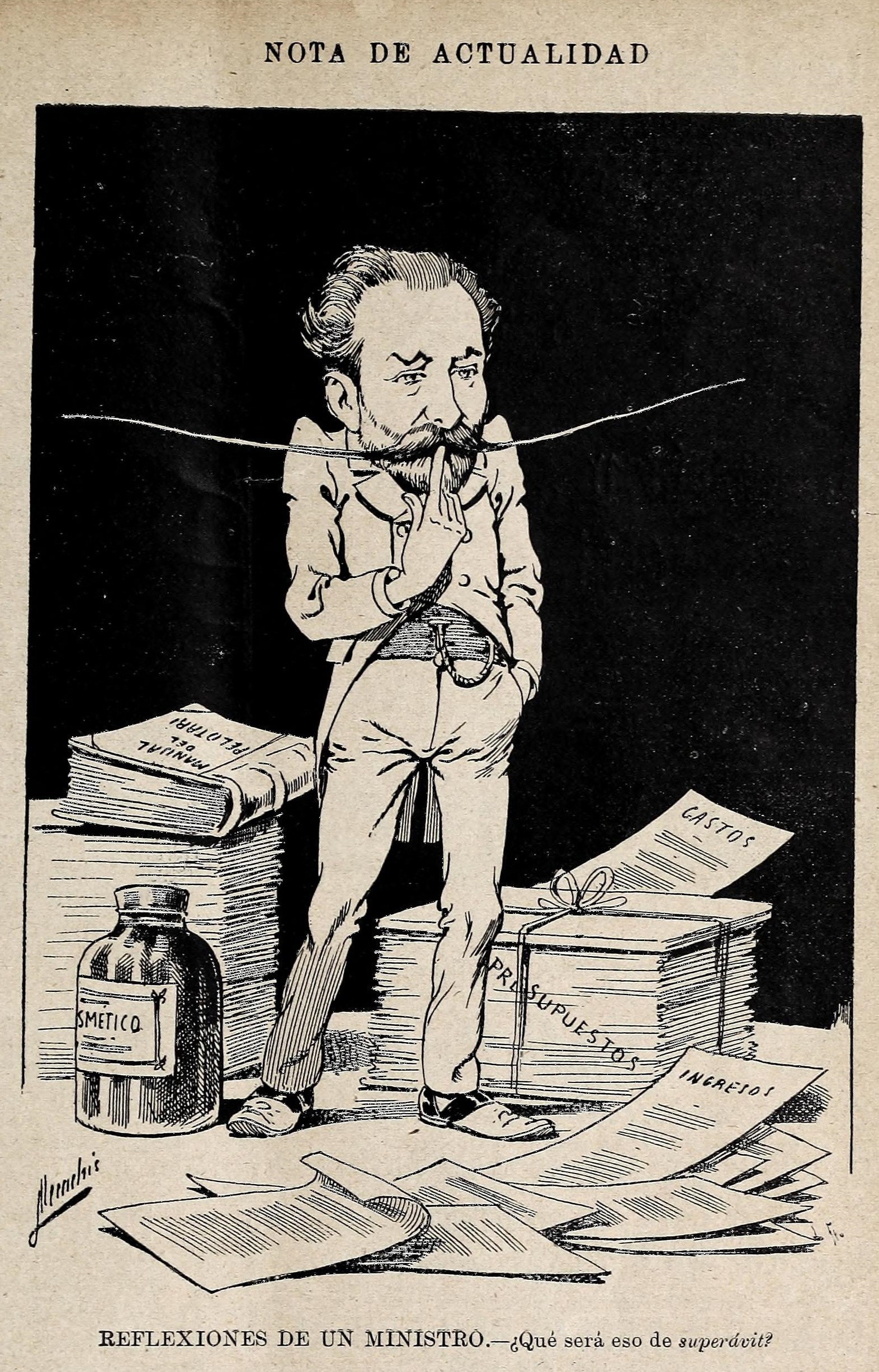
Карикатура 1894 года на Сальвадора Родриганьеса

Амос Сальвадор родился в Логроньо 31 марта 1845 года. Следуя по стопам своего дяди Пракседеса Матео Сагасты, он решил начать политическую карьеру, в начале которой вступил в Либерально-консервативную партию. Стартом его государственной службы стала победа на выборах депутата провинции Теруэль в 1886 году, оставался на этом посту он вплоть до выборов 1899 года. Будучи переизбранным в этой провинции в 1901 году, он занимал данный пост до назначения себя пожизненным сенатором.
Продвижением по службе станет его назначение министром финансов Испании на небольшой срок (с марта по декабрь 1894 г.). В 1905 году, Сальвадор Родриганьес вновь получит этот министерский портфель, но как и 10 лет назад, на непродолжительное время (с декабря 1905 по июль 1906 г.). 
Помимо должностей в государственном аппарате, Амос был постоянным членом Королевской академии точных, физических и естественных наук с 1893 по 1922 год.

## Семья
Старшим сыном Амоса Сальвадора Родриганьеса был Амос Сальвадор Каррерас, архитектор и политик начала 20 века.
Его второй сын, Мигель Сальвадор Каррерас, также стал депутатом кортесов, а позже послом Испании в Дании.
Его третий сын, Фернандо Сальвадор Каррерас, был архитектором, представителем так называемого поколения 25 и активным защитником движения за удешевление строительства.

## Награды
- Большой крест морских заслуг (1905)
- Большой крест ордена Альфонсо XII (1912)
- Цепь ордена Карлоса III (1915)